# Division d'Honneur 1905-1906
La Division d'Honneur 1905-1906 è stata l'undicesima edizione della massima serie del campionato belga di calcio disputata tra il 1º ottobre 1905 e il 1º aprile 1906 e conclusa con la vittoria del Union Saint-Gilloise, al suo terzo titolo.
Capocannoniere del torneo fu Robert De Veen (FC Brugeois).

## Formula
L'Athletic & Running Club de Bruxelles non si iscrisse così il numero delle squadre partecipanti passò dalle undici della stagione precedente alle dieci di quella attuale. Disputarono un turno di andata e ritorno per un totale di 18 partite.
L'ultima classificata venne retrocessa nella serie inferiore.

## Squadre
| Squadra                   | Città        | Stadio | Stagione 1904-1905  |
| ------------------------- | ------------ | ------ | ------------------- |
| FC Liégeois               | Liegi        |        | 4°                  |
| Beerschot AC              | Anversa      |        | 6°                  |
| Léopold Club de Bruxelles | Bruxelles    |        | 9°                  |
| Racing Club Bruxelles     | Uccle        |        | 2°                  |
| FC Brugeois               | Bruges       |        | 3°                  |
| CS Verviétois             | Verviers     |        | 7°                  |
| CS Brugeois               | Bruges       |        | 8°                  |
| Anversa                   | Anversa      |        | 10°                 |
| Union Saint-Gilloise      | Saint-Gilles |        | Campione del Belgio |
| Daring Club de Bruxelles  | Bruxelles    |        | 5°                  |

## Classifica finale
|                   | Pos. | Squadra                   | Pt | G  | V  | N | P  | GF | GS | DR  |
| ----------------- | ---- | ------------------------- | -- | -- | -- | - | -- | -- | -- | --- |
| Belgio (bandiera) | 1.   | Union Saint-Gilloise      | 33 | 18 | 15 | 3 | 0  | 75 | 12 | +63 |
|                   | 2.   | FC Brugeois               | 29 | 18 | 12 | 5 | 1  | 59 | 25 | +34 |
|                   | 3.   | Racing Club de Bruxelles  | 24 | 18 | 10 | 4 | 4  | 57 | 20 | +37 |
|                   | 4.   | CS Verviétois             | 17 | 18 | 7  | 3 | 8  | 32 | 41 | -9  |
|                   | 5.   | Daring Club de Bruxelles  | 17 | 18 | 6  | 5 | 7  | 32 | 44 | -12 |
|                   | 6.   | Léopold Club de Bruxelles | 16 | 18 | 7  | 2 | 9  | 40 | 52 | -12 |
|                   | 7.   | Anversa                   | 14 | 18 | 7  | 0 | 11 | 30 | 58 | -28 |
|                   | 8.   | CS Brugeois               | 12 | 18 | 4  | 4 | 10 | 30 | 47 | -17 |
|                   | 9.   | FC Liégeois               | 10 | 18 | 4  | 2 | 12 | 23 | 65 | -42 |
|                   | 10.  | Beerschot AC              | 8  | 18 | 2  | 4 | 12 | 34 | 48 | -14 |

Legenda:

      Campione del Belgio
      Retrocesso in Promoción
Note:

Due punti a vittoria, uno a pareggio, zero a sconfitta.

### Verdetti
- Union Saint-Gilloise campione del Belgio 1905-06.
- Beerschot AC retrocesso in Promotion.